# Nationalstraße 215 (China)
Die Nationalstraße 215 (chinesisch 215国道, Pinyin 215 Guódào, englisch China National Highway 215), chin. Abk. G215, ist eine 641 km lange, in Nord-Süd-Richtung verlaufende Fernstraße im Westen Chinas in den Provinzen Gansu und Qinghai. Sie zweigt in Hongliuyuan in der Nähe von Guazhou von der Autobahn G30 ab und führt über Dunhuang und Aksay nach Golmud.